# SBB Re 484
De Re 484 is een elektrische locomotief van het type Bombardier TRAXX F140 MS bestemd voor het goederenvervoer van de Zwitserse spoorwegonderneming Schweizerische Bundesbahnen (SBB).

## Geschiedenis
In de jaren 90 gaf de Deutsche Bundesbahn aan de industrie opdracht voor de ontwikkeling van nieuwe locomotieven ter vervanging van oudere locomotieven van de typen 103, 151, 111, 181.2 en 120. Hierop presenteerde AEG Hennigsdorf in 1994 het prototype 12X dat later als Baureihe 145 door Adtranz te Kassel werd gebouwd. Uit dit prototype ontstond een groot aantal varianten.
Deze locomotieven worden tegenwoordig door Bombardier te Kassel gebouwd. De ruwbouw van de locomotiefkasten vindt sinds 2008 plaats in de werkplaats in Wrocław en de eindmontage in de vestiging Kassel.
In 2004 werden 18 locomotieven aan de Schweizerische Bundesbahnen (SBB) geleverd. In 2006 volgen nog eens 8 locomotieven. Van deze serie werden later 5 locomotieven verkocht aan Mitsui Rail Capital (MRCE).
Een aantal locomotieven zijn tussen 2007 en 2009 gebruikt voor het personenvervoer tussen Zwitserland en Italië en hiervoor uitgeleend aan de toenmalige dochteronderneming Cisalpino AG ter vervanging van treinen van het type ETR 470.

## Constructie en techniek
De locomotief heeft een stalen frame. De tractie-installatie is uitgerust met draaistroom en heeft driefasige asynchrone motoren in de draaistellen. Iedere motor drijft een as aan.

## Nummers
De locomotieven zijn door de Schweizerische Bundesbahnen als volgt genummerd:
- Re 484 001-021

- Re 484 103-105 (MRCE, ex SBB)
- Re 484 901-902 (MRCE, ex SBB)

## Treindiensten
De locomotieven worden door de SBB Cargo ingezet voor onder meer het goederenvervoer in de volgende landen:
- Zwitserland
- Italië